# Fahrenheit (band)
 For alternative betydninger, se Fahrenheit (flertydig). (Se også artikler, som begynder med Fahrenheit)
Fahrenheit er et thailandsk rock band med den kvindelige forsangerinde, Piraporn Pranpanas, og tidligere medlemmer af andre velkendte Thai rockbands. Guitaristen Pichet Kruawan var fra Y Not 7, mens trommeslageren Kittisak og den oprindelige bassist Apirath Sukkhajitr var fra Loso. Bassist Apirath forlod bandet for at vende tilbage til Loso, og efterfølgende kom Arkom Nuchanin (fra Taxi) med i Fahrenheit i marts 2006.

## Musikere
- Piraporn Pranpanas (Sai): Sang.
- Pichet Kruawan (Chet): Guitar
- Kittisak Khotkam (Yai) : Trommer (f. 22. januar 1973)
- Arkom Nuchanin (Ake) : Bas (f. 14. juni 1974)

## Diskografi
- Degree Fahrenheit (องศาฟาเรนไฮด์) (januar 2005)
- Extra Fahrenheit (december 2005) (specialalbum med gamle og to nye sange)
- Fahrenheit Way (oktober 2006)

| Musikgruppe | Spire Denne artikel om en musikgruppe er en spire som bør udbygges. Du er velkommen til at hjælpe Wikipedia ved at udvide den. |